# Vattenförsörjning i Junee
Vattenförsörjning i modern bemärkelse har funnits i orten Junee i New South Wales i Australien sedan sena 1800-talet.

## Lagen från 1893
Lagen Junee Water Supply Works Act of 1893 trädde i kraft den 20 oktober 1893 och gav tillåtelse att bygga ett stadsvattensystem i Junee. Systemet skulle utgöras av en damm, 12,192 meter hög och 158,496 meter lång, i vattendraget Wandalybingel Creek nära Bethungra som skulle samla vatten innan det transporterades genom ett cirka 33 kilometer långt ledningsrör av stål till Junee. Efter att vattnet hade nått Junee i vattenröret leddes det till ett konstgjort vattenmagasin, av betong och murtegel, med diameter på cirka 21 meter och djup på cirka 4,5 meter. Från vattenmagasinet skulle vattnet distribueras i ett nybyggt, åtta kilometer långt, ledningsnät i Junee. Projektet uppskattades att kosta 45 000 australiska pund.
Redan i januari 1894 hade rör levererats till Junee för att användas i byns ledningsnät, och regeringen hade sökte anbud för bygget av röret mellan dammen och Junee.

## Lagen från 1910
Efter att 1890-talets system hade visat sig vara för otillförlitligt bestämdes det att det skulle byggas ett nytt system för att säkra Junees vattenförsörjning. En ny lag, Junee Water Supply Act, 1910, trädde i kraft den 22 december 1910 och tillät byggandet av ett nytt vattenförsörjningssystem för Junee. Det nya systemet skulle bestå av ett pumphus beläget nära floden Murrumbidgee River i orten Tenandra som skulle pumpa vattnet 1,86 kilometer till två vattenmagasin på berget Mount Tenandra. Från vattenmagasinen på Mount Tenandra skulle vattnet rinna 30 kilometer till det befintliga vattenmagasinet i Junee. Projektets kostnad uppskattades till 65 500 australiska pund.